# プレノケファレ
プレノケファレ（Prenocephale）白亜紀後期（カンパニア期からマーストリヒト期）に生息した小型の堅頭竜類の恐竜の属の一つである。多くの点で近縁種のホマロケファレと似ており、プレノケファレの幼体である可能性もある。成体のプレノケファレはおそらく体重130 kg、全長2.4 mほどの大きさであった。平らでくさび形のホマロケファレの頭骨と異なり（パキケファロサウルスの成長の早い段階にも同じ形状が見られ、幼体の特徴である可能性がある）、プレノケファレの頭骨は丸く、傾斜がついている。ドーム状の頭部には小さな骨のスパイクとこぶが並んでいた。現在のモンゴルに生息していたものの、現在は乾燥した砂漠地帯になっているモンゴルとはことなり、当時は高高地の森林地帯であった。化石はアメリカ、ニューメキシコ州およびコロラド州のカークランド層からも発見されている。

## 特徴

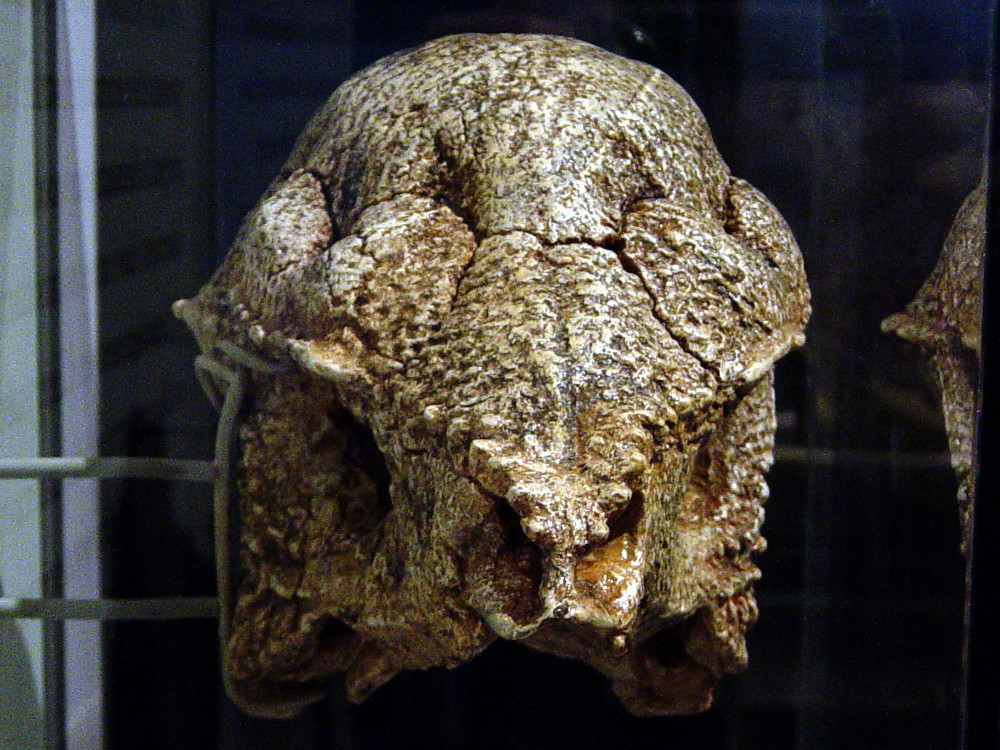
前方から見た頭骨

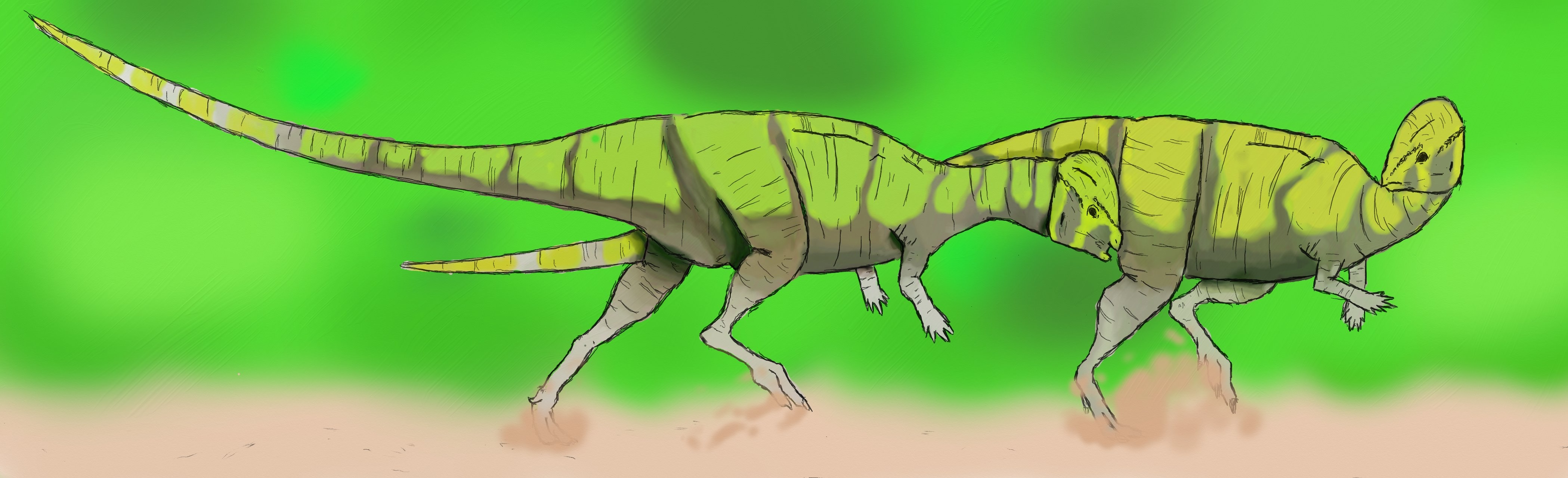
想像図

他の堅頭竜類にも同じ状況のものがあるが、プレノケファレは現在のところ頭骨の他には少数の小さな骨が発見されているのみである。このためプレノケファレの復元図は他の堅頭竜類と共通の基本的なボディプランを持つ姿で描かれることが一般的である。つまり短く太い首、短い前肢、長い後肢をもつ頑丈な体という姿である。
プレノケファレの頭骨は上側頭窓が閉じているもののステゴケラスのものに類似している。また、プレノケファレには上眼窩骨/前前頭骨の上に（ドーム前面を制限する後部頭頂に沿って）対になった溝がある。この特徴によりステゴケラスとこの種は区別される。この特徴はスファエロトルスおよびホマロケファレと共通し、プレノケファレが両者に近縁であることを支持し、両者がプレノケファレのシノニムであることを示唆する。もしスフアエロトルス、ホマロケファレがプレノケファレのシノニムだとするとプレノケファレはモンゴルのみならず北アメリカにも生息していたことになる。

## 食性
多くの近縁種同様に、プレノケファレの食性については分かっていない。しかし、前上顎骨歯および吻ぶは近縁種ステゴケラスのものほど幅広くなく、異なる摂食行動を取っていたことが示唆され、プレノケファレはより選択的な摂食を行っていたこともありえる。雑食性であり植物も昆虫も食べていた可能性があるとする研究者もいる。しかし、一般的には研究者の間ではプレノケファレ（および他の堅頭竜類）は葉や果実を食べていたという意見で一致している。

## 分類
プレノケファレは白亜紀後期に生息した草食/雑食性の大きな系統群である堅頭竜類に分類される。最初P. brevis、P. edmontonensisおよびP. goodwiniの各種はステゴケラス属に分類されたものの、現在ではプレノケファレ属に分類されている。
Robert SullivanによりP. brevis、P. edmontonensisおよびP. goodwiniを現在、未解決の姉妹群としてアジアのタクサであるP. prenesと一緒にすることを提案している。ティロケファレはこれらプレノケファレからなる系統群の姉妹群と解釈されている。Sphaerotholus buchholtzae種はP. edmontonensis種の主観異名である可能性がある。これらは鱗状骨とスカルルーフの頭頂領域に独特のこぶの列が存在する。 T

## 参照
1. ↑  Palmer, D., ed (1999). The Marshall Illustrated Encyclopedia of Dinosaurs and Prehistoric Animals. London: Marshall Editions. p. 137. ISBN 1-84028-152-9
2. ↑  A new (2007) Prenocephale skeleton has been discovered in Mongolia, and measures 5.25ft (160cm) in length. This specimen preserves both fore and hindlimb elements, a complete spinal vertebra, tail and ribs. It is a one of a kind specimen that has yet to be described but has been attributed to Prenocephale sp.
3. ↑  Longrich, N.R., Sankey, J. and Tanke, D. (2010). "Texacephale langstoni, a new genus of pachycephalosaurid (Dinosauria: Ornithischia) from the upper Campanian Aguja Formation, southern Texas, USA." Cretaceous Research, . doi:10.1016/j.cretres.2009.12.002
4. ↑  Re: Sphaerotholus
5. 1 2  Pachycephalosauria Archived 2014年10月7日, at the Wayback Machine.
6. ↑  Robert M. Sullivan (2003). REVISION OF THE DINOSAUR STEGOCERAS LAMBE (ORNITHISCHIA, PACHYCEPHALOSAURIDAE)
7. ↑  Dinosaurian Ungulates (Ornithopods) Archived 2007年3月7日, at the Wayback Machine.